# بيل جونستون (سياسي)
بيل جونستون (بالإنجليزية: Bill Johnston)‏ هو سياسي أسترالي، ولد في 11 أغسطس 1962 في كانبرا في أستراليا. حزبياً، نشط في حزب العمال الأسترالي. وقد انتخب Minister for Mines and Petroleum (Western Australia) ‏ (22 مارس 2017 – ) وانتخب عضو الجمعية التشريعية لأستراليا الغربية عن دائرة Electoral district of Cannington ‏ (6 سبتمبر 2008 – ).